# ایستگاه کاکس‌ول
ایستگاه کاکس‌وِل (انگلیسی: Coxwell station) یک ایستگاه مترو در خط ۲ بلور–دانفورث در تورنتو، انتاریو، کانادا است.